# Spitalkirche (Baden-Baden)

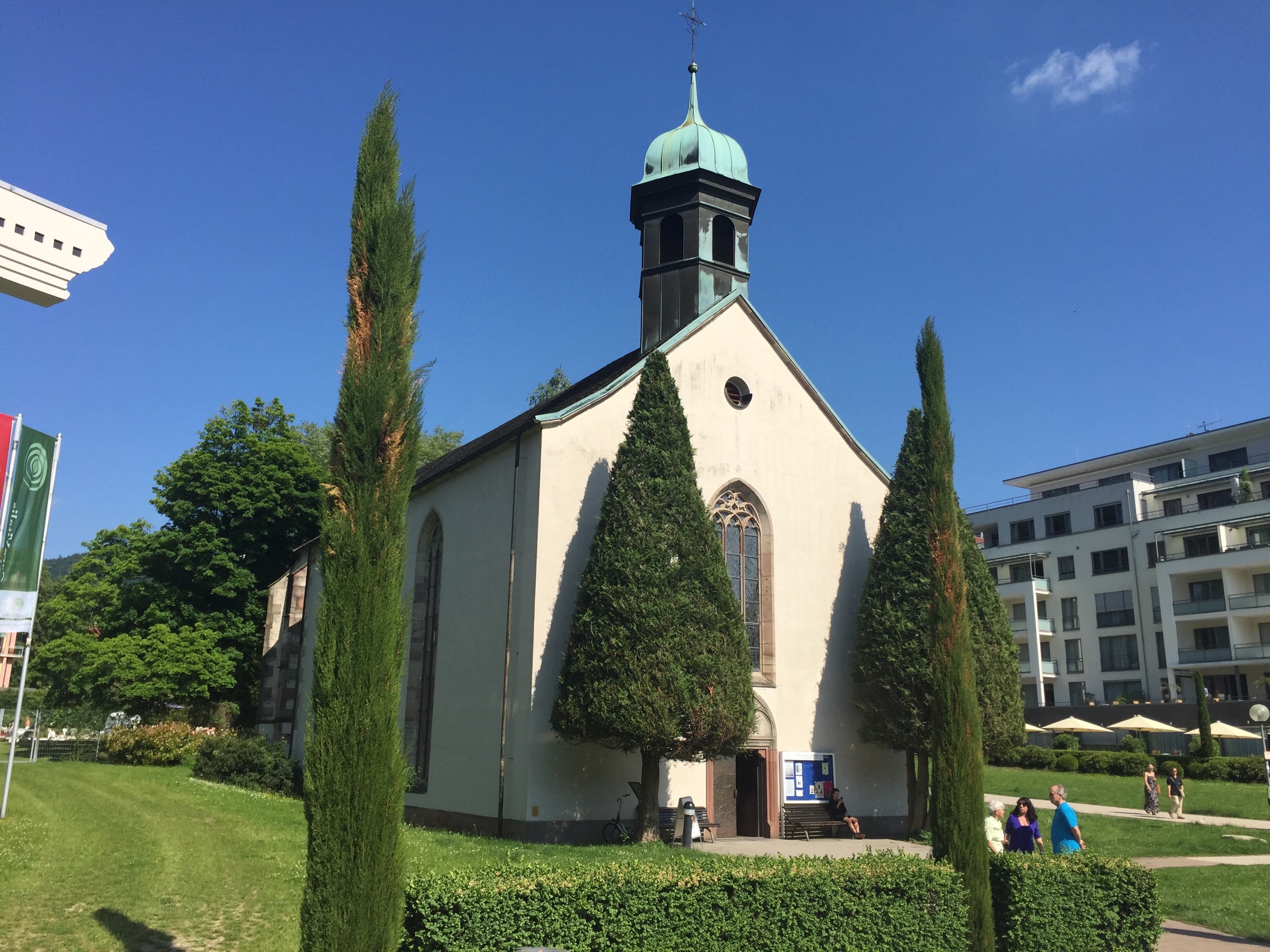
Spitalkirche, Baden-Baden (2017)

Die Spitalkirche ist ein spätgotisches Kirchengebäude in Baden-Baden, das seit 1878 der altkatholischen Kirche als Gottesdienststätte dient. Sie liegt unterhalb des Friedrichsbades unmittelbar neben dem Eingang zu den Caracalla-Thermen.

## Geschichte
Schon im Jahre 1351 wird eine „Kapelle der seligen Jungfrau zum Spital“ erwähnt. Die jetzige Kapelle wurde zwischen 1468 und 1478 gebaut und war mit einem Spital für Sieche und Kranke verbunden, das im 19. Jahrhundert aufgelöst wurde. Die Kapelle wurde 1689 im Stadtbrand während des Pfälzischen Erbfolgekrieges weitgehend zerstört und erst im 18. Jahrhundert wieder aufgebaut. Dabei wurde sie mit einem barocken Dachreiter ausgestattet.
Eine gravierende bauliche Veränderung erfuhr die Kapelle beim Neubau der angrenzenden Kurbäder und einer Tiefgarage, was 1963–1966 nicht nur eine Restaurierung, sondern auch eine Verkürzung des Gebäudes um 7 m und eine neue Westfassade mit sich brachte.
Im Dachreiter hängen zwei Glocken: eine 1748 von Matthäus Edel in Straßburg gegossene Glocke „in honore virginis Marie“ (ø 74 cm, 200 kg, Schlagton c2−1) und eine zweite Glocke, „Jubilate“, (ø 66 cm, 180 kg, Schlagton es2+2), 2007 von der Glockengießerei Bachert in Karlsruhe, gegossen.

## Ausstattung

### Fenster

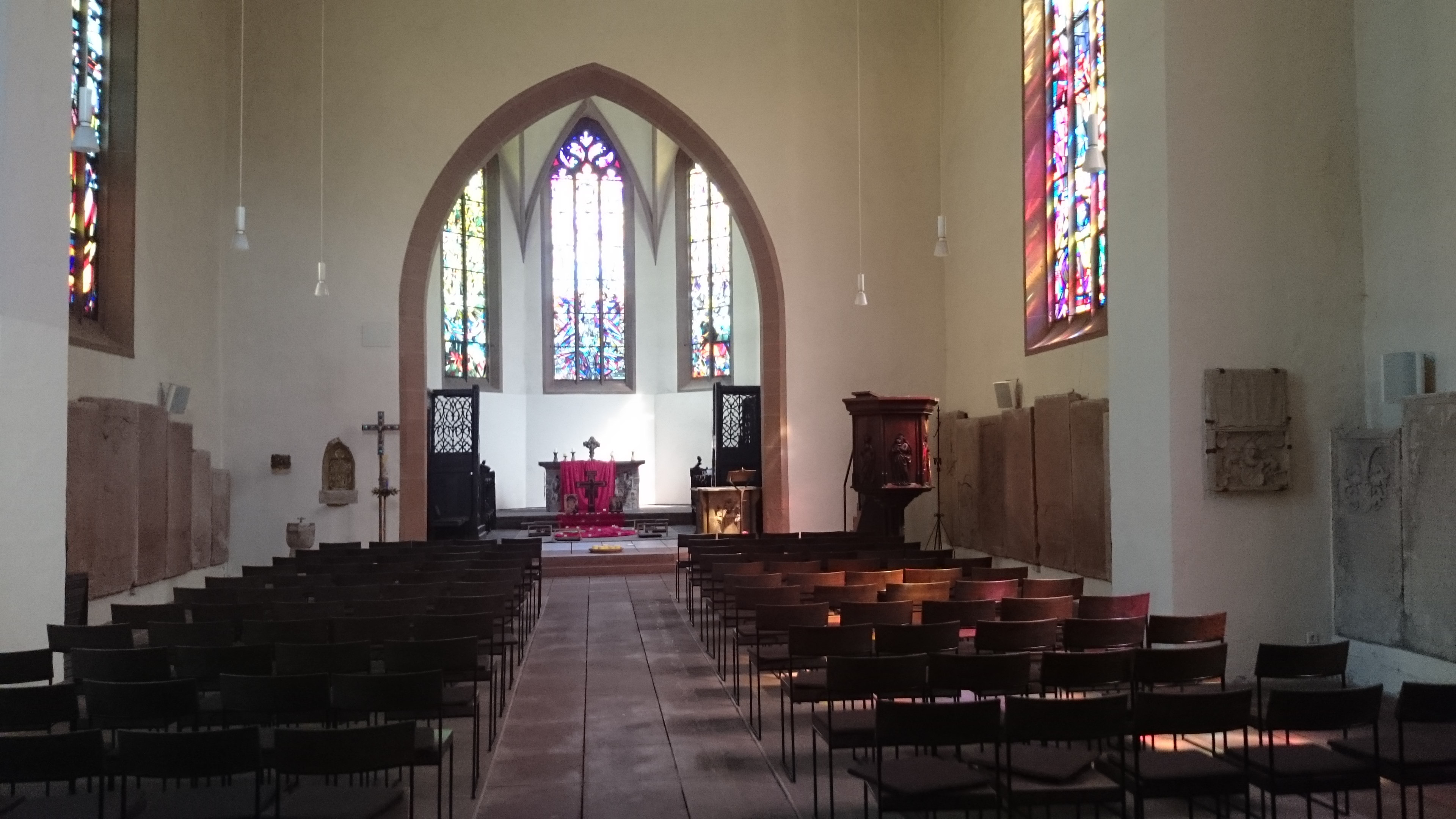
Spitalkirche, Innenansicht

Die zehn großen Kirchenfenster wurden in den Jahren 1951 bis 1959 vom Heidelberger Künstler Harry MacLean in leuchtenden Farben neu gestaltet und von Peter Meysen in der Glasmalerei-Werkstatt Heidelberg in gebranntem Glas ausgeführt. Die Themen stammen aus der Offenbarung des Johannes.

### Orgel

Spitalkirche, Orgel

Auf der in den 1960er Jahren neu erbauten Orgelempore befindet sich seither hinter einem barocken und mit Schleierwerk versehenen Prospekt aus dem 18. Jahrhundert eine neue Orgel aus der Werkstatt Orgelbau Vier, Friesenheim, mit 24 Registern auf zwei Manualen und Pedal nach dem Vorbild einer alten Silbermannorgel in Ettenheimmünster gebaut.
Das Instrument hat folgende Disposition:
| I Hauptwerk C–g3  |        |     |
| Montre            | 8′     |     |
| Bourdon           | 8′     |     |
| Prestant          | 4′     |     |
| Nazard            | 3′     |     |
| Doublette         | 2′     |     |
| Tierce            | 1 3⁄5′ |     |
| Sifflet           | 1′     |     |
| Fourniture 3-fach | 2⁄3′   |     |
| Cornett 5-fach    | 8′     |     |
| Trompette         | 8′     | B/D |
| Tremblant doux    |        |     |

| II Positiv C–g3 |        |
| Bourdon         | 8′     |
| Prestant        | 4′     |
| Flutte          | 4′     |
| Nazard          | 3′     |
| Doublette       | 2′     |
| Tierce          | 1 3⁄5′ |
| Larigot         | 1 ⁄3′  |
| Cimbale 3-fach  | 1⁄2′   |
| Cromorne        | 8′     |
| Tremblant fort  |        |

| Pedal C–f1 |     |
| Subbaß     | 16′ |
| Octavbaß   | 8′  |
| Choralbaß  | 4′  |
| Trompetbaß | 8′  |
| Clairon    | 4′  |

- Koppeln: II/I, I/P, II/P

### Portale

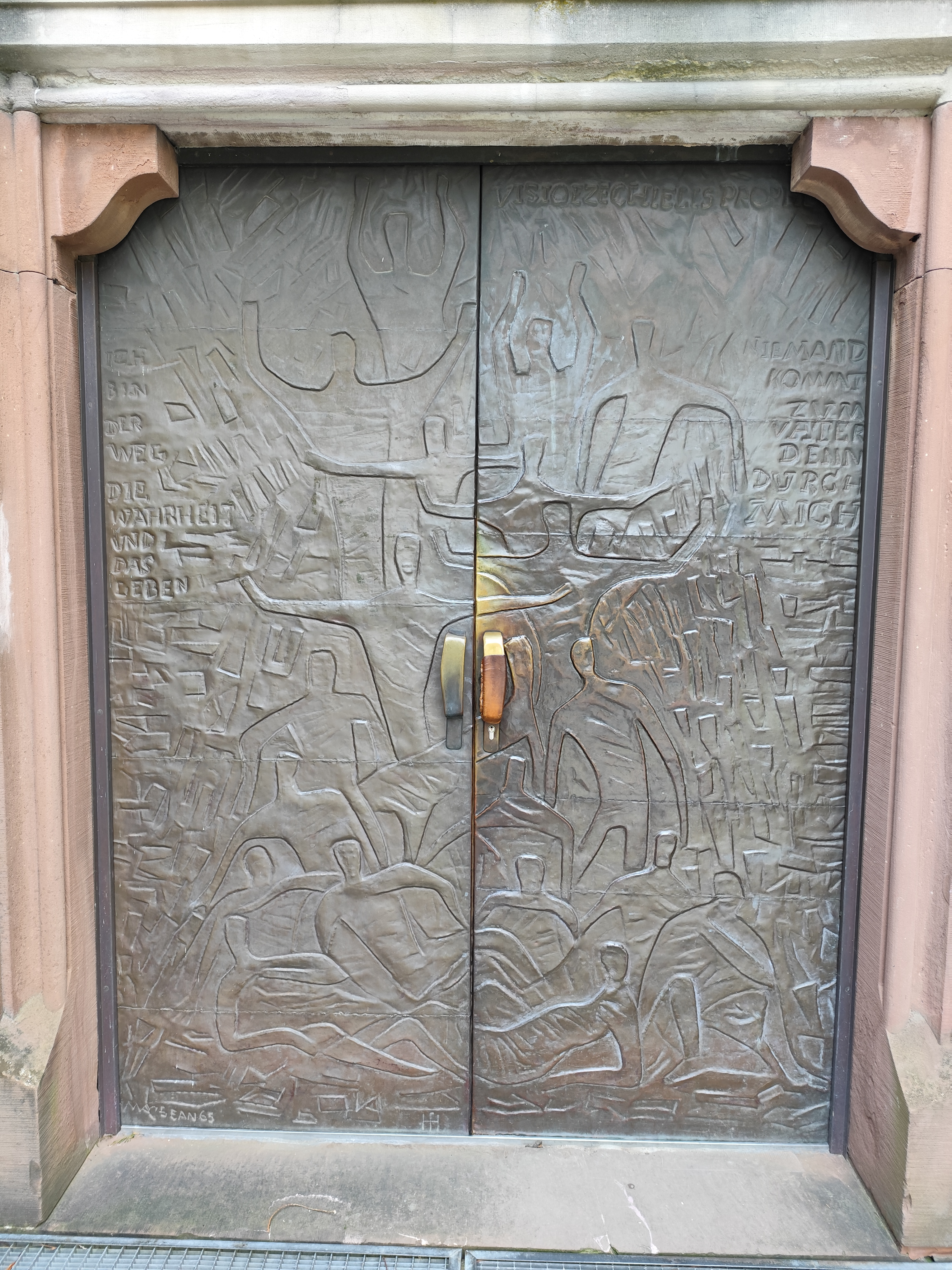
Portaltür

Das Portal wurde ebenso wie die Seitentüren von Metallbildhauer Hayno Focken aus Lahr mit dem Material Tombak gestaltet, einer Messingsorte mit hohem Kupferanteil. Der Entwurf stammte  wie die Fenster von Harry MacLean aus Heidelberg. Das Portal stellt die Auferweckung der Toten nach der Vision des Propheten Hesekiel dar, die Seitentür zeigt Moses vor dem brennenden Dornbusch und auf der Außentür der Sakristei wird der Dulder Hiob einem Opfer von Hiroshima gegenübergestellt.

### Weitere Ausstattung
Teile der barocken Ausstattung gingen an die Dreifaltigkeitskirche in Frankenthal, deren Ausstattung im Zweiten Weltkrieg verloren gegangen war.